# Тамаја (Марамуреш)
Тамаја (рум. Tămaia) насеље је у Румунији у округу Марамуреш у општини Фаркаша. Oпштина се налази на надморској висини од 155 m.

## Становништво
Према подацима из 2002. године у насељу је живело 997 становника, од којих су сви румунске националности.